# Filipijnse verkiezingen 1992
Op 11 mei 1992 werden de Filipijnse verkiezingen 1992 georganiseerd. Het waren de eerste algemene verkiezingen sinds de nieuwe Filipijnse Grondwet uit 1987 in werking was getreden. Er waren op deze dag zowel op landelijk als lokaal niveau verkiezingen. Landelijk werd gestemd voor de nieuwe president en vicepresident, alle afgevaardigden van het Huis van Afgevaardigden en de 24 senatoren. Op lokaal niveau werden verkiezingen gehouden voor gouverneurs, vicegouverneurs en provinciebesturen op provinciaal niveau, voor burgemeesters, locoburgemeesters en stadsbesturen of gemeenteraden op stedelijk of gemeentelijk niveau. In totaal kozen ongeveer 32 miljoen stemgerechtigde Filipino's uit ongeveer 80.000 kandidaten voor 17.282 beschikbare posities. Verantwoordelijk voor de uitvoering van de verkiezingen was de onafhankelijke verkiezingscommissie COMELEC onder leiding van voorzitter Cristian Monsod.
De presidentsverkiezingen werden gewonnen door minister van Defensie Fidel Ramos. Ramos versloeg zes medekandidaten waaronder voormalig presidentsvrouw Imelda Marcos. Het percentage stemmen waarmee hij werd gekozen was het laagste percentage in de geschiedenis van de Filipijnen. De race om het vicepresidentschap werd met ruime marge gewonnen door de populaire acteur Joseph Estrada. De nieuw gekozen senatoren en afgevaardigden vormden samen het 9e Filipijns Congres. In de overgangsbepalingen van de Filipijnse grondwet van 1987 was bepaald dat de eerste twaalf senatoren voor een termijn van zes jaar werden gekozen en nummers 12 tot en met 24 voor een termijn van drie jaar. Beginnend met de verkiezingen in 1995 zouden vanaf dan elke drie jaar alle afgevaardigden en de helft van de senatoren opnieuw gekozen dienen te worden.

## Presidentsverkiezing

### De kandidaten
Aan de presidentsverkiezingen van 1992 deden uiteindelijk zeven kandidaten mee.

#### Fidel Ramos
Ex-generaal Fidel Ramos speelde een belangrijke rol ten tijde van het Marcos-regime. Zo was hij als hoofd van de Filipijnse politie mede verantwoordelijk voor de arrestatie van de politieke tegenstanders van Ferdinand Marcos ten tijde van de staat van beleg. Zelf zei Ramos dat hij juist heeft geprobeerd om het dictatoriale bewind van Marcos te verzachten. In februari 1986 keerde hij zich met onder andere minister van defensie Juan Ponce Enrile en een deel van het leger tegen Marcos, waarna een massale volksopstand Marcos dwong om af te treden. Als opperbevelhebber van de Filipijnse strijdkrachten en later de minister van defensie in de regering van Corazon Aquino was Ramos in belangrijke mate verantwoordelijk voor het verijdelen van de reeks couppogingen door militairen als Gregorio Honasan en door Marcos-aanhangers tegen de regering-Aquino. Aquino maakt, vermoedelijk mede hierdoor, op 25 januari bekend dat Ramos de kandidaat was die zij zou steunen. Wat echter tegen Ramos werkte was het feit dat hij in tegenstelling tot Mitra en Cojuangco geen stemmen zou gaan veroveren op basis van het patronagesysteem. Daarnaast was de protestante Ramos zeker niet de favoriet van de katholieke kerkelijke leiders.
De resultaten van de presidentsverkiezing van 1992:
| Nr. | Kandidaat                | Politieke partij                | Aantal stemmen | Percentage (%) |
| --- | ------------------------ | ------------------------------- | -------------- | -------------- |
| 1.  | Fidel Ramos              | Lakas-NUCD                      | 5.342.521      | 23,58%         |
| 2.  | Miriam Defensor-Santiago | People's Reform Party           | 4.468.173      | 19,72%         |
| 3.  | Eduardo Cojuangco jr.    | Nationalist People's Coalition  | 4.116.376      | 18,17%         |
| 4.  | Ramon Mitra jr.          | Laban ng Demokratikong Pilipino | 3.316.661      | 14,64%         |
| 5.  | Imelda Marcos            | Kilusang Bagong Lipunan         | 2.338.294      | 10,32%         |
| 6.  | Jovito Salonga           | Liberal Party                   | 2.302.123      | 10,16%         |
| 7.  | Salvador Laurel          | Nacionalista Party              | 770.046        | 3,40%          |

## Vicepresidentsverkiezing
De resultaten van de vicepresidentsverkiezing van 1992:
| Nr. | Kandidaat             | Politieke partij                            | Aantal stemmen | Percentage (%) |
| --- | --------------------- | ------------------------------------------- | -------------- | -------------- |
| 1.  | Joseph Estrada        | Partido ng Masang Pilipino                  | 6.739.738      | 33,00%         |
| 2.  | Marcelo Fernan        | Laban ng Demokratikong Pilipino             | 4.438.494      | 21,74%         |
| 3.  | Emilio Osmeña         | Lakas-NUCD                                  | 3.362.467      | 16,47%         |
| 4.  | Ramon Magsaysay jr.   | People's Reform Party                       | 2.900.556      | 14,20%         |
| 5.  | Aquilino Pimentel jr. | Partido Demokratiko Pilipino-Lakas ng Bayan | 2.023.289      | 9,91%          |
| 6.  | Vicente Magsaysay     | Kilusang Bagong Lipunan                     | 699.895        | 3,43%          |
| 7.  | Eva Estrada-Kalaw     | Nacionalista Party                          | 255.730        | 1,25%          |

## Senaatsverkiezingen
De resultaten van de Senaatsverkiezingen van 1992. De eerste twaalf zijn gekozen in de Filipijnse Senaat voor de periode van 1992 tot 1998. Nummers twaalf tot en met vierentwintig werden gekozen voor de periode van 1992 tot 1995. Hieronder 60 kandidaten met de meeste stemmen.
| Nr.           | Kandidaat               | Politieke partij                | Aantal stemmen |
| ------------- | ----------------------- | ------------------------------- | -------------- |
| 1.            | Vicente Sotto III       | LDP                             | 11.792.121     |
| 2.            | Ramon Revilla jr.       | LDP                             | 8.321.278      |
| 3.            | Edgardo Angara          | LDP                             | 8.019.011      |
| 4.            | Ernesto Herrera         | LDP                             | 7.219.170      |
| 5.            | Alberto Romulo          | LDP                             | 6.824.256      |
| 6.            | Ernesto Maceda          | NPC                             | 6.820.717      |
| 7.            | Orlando Mercado         | LDP                             | 6.691.132      |
| 8.            | Neptali Gonzales        | LDP                             | 6.578.582      |
| 9.            | Leticia Ramos Shahani   | Lakas-NUCD                      | 6.578.582      |
| 10.           | Heherson Alvarez        | LDP                             | 6.360.898      |
| 11.           | Blas Ople               | LDP                             | 6.024.930      |
| 12.           | Freddie Webb            | LDP                             | 5.929.426      |
| 13.           | Gloria Macapagal-Arroyo | LDP                             | 5.858.950      |
| 14.           | Teofisto Guingona jr.   | LDP                             | 5.830.044      |
| 15.           | Santanina Rasul         | Lakas-NUCD                      | 5.546.803      |
| 16.           | Jose Lina jr.           | LDP                             | 5.064.291      |
| 17.           | Anna Dominique Coseteng | NPC                             | 5.008.981      |
| 18.           | Arturo Tolentino        | NPC                             | 4.929.625      |
| 19.           | Raul Roco               | LDP                             | 4.884.455      |
| 20.           | Rodolfo Biazon          | LDP                             | 4.863.752      |
| 21.           | Wigberto Tañada         | Liberal Party-PDP-Laban         | 4.492.718      |
| 22.           | Francisco Tatad         | NPC                             | 4.487.896      |
| 23.           | John Henry Osmeña       | NPC                             | 4.408.145      |
| 24.           | Agapito Aquino          | LDP                             | 3.964.966      |
| 25.           | Silvestre Bello III     | Lakas-NUCD                      | 3.964.000      |
| 26.           | Carlos Padilla jr.      | LDP                             | 3.828.679      |
| 27.           | Alexander Aguirre       | NPC                             | 3.755.837      |
| 28.           | Mamintal Tamano         | LDP                             | 3.642.828      |
| 29.           | Jose Concepcion jr.     | LDP                             | 3,598.935      |
| 30.           | Alfredo Bengzon         | Lakas-NUCD                      | 3.559.202      |
| 31.           | Francisco Sumulong      | Lakas-NUCD                      | 3.167.838      |
| 32.           | Estelito Mendoza        | NPC                             | 3.122.467      |
| 33.           | Victor Ziga             | Liberal Party-PDP-Laban         | 3.151.251      |
| 34.           | Sotero H. Laurel        | Nacionalista Party              | 3.002.874      |
| 35.           | Francisco Chavez        | Lakas-NUCD                      | 2.948.912      |
| 36            | Ruben Torres            | Lakas-NUCD                      | 2.737.112      |
| 37            | Rafael Recto            | Kilusang Bagong Lipunan         | 2.726.189      |
| 38            | Florencio Abad          | Liberal Party–PDP-Laban         | 2.494.643      |
| 39            | Narciso Monfort         | Laban ng Demokratikong Pilipino | 2.483.459      |
| 40            | Augusto Pangan          | Kilusang Bagong Lipunan         | 2.408.185      |
| 41            | Eduardo Pilapil         | Lakas-NUCD                      | 2.065.900      |
| 42            | Ramon Jacinto           | Lakas-NUCD                      | 1.873.910      |
| 43            | Eddie Ilarde            | Nacionalista Party              | 1.800.077      |
| 44            | Arsenio Yulo jr.        | Lakas-NUCD                      | 1.774.931      |
| 45            | Gerardo Espina sr.      | Nationalist People's Coalition  | 1.755.120      |
| 46            | Nemesio Prudente        | Liberal–PDP-Laban               | 1.747.569      |
| 47            | Guillermo Carague       | Lakas                           | 1.743.896      |
| 48            | Wencelito Andanar       | LDP                             | 1.711.611      |
| 49            | Tomas Gomez III         | Lakas                           | 1.696.311      |
| 50            | Adolfo Azcuna           | Lakas                           | 1.640.220      |
| 51            | Jose Tamayo             | NPC                             | 1.634.268      |
| 52            | Ramon Villarama jr.     | Lakas                           | 1.629.846      |
| 53            | Homobono Adaza          | Nacionalista                    | 1.551.366      |
| 54            | Vincent Crisologo       | Nacionalista                    | 1.551.068      |
| 55            | Manuel Morato           | Lakas                           | 1.516.715      |
| 56            | Rodrigo Gutang          | LDP                             | 1.508.552      |
| 57            | Ruben Ancheta           | NPC                             | 1.506.700      |
| 58            | Vivian Hultman          | NPC                             | 1.459.535      |
| 59            | Leonor Luciano          | LDP                             | 1.445.179      |
| 60            | Aurelio Periquet        | Lakas                           | 1.243.438      |
| bron: COMELEC |                         |                                 |                |